# Presian Ridge
Presian Ridge (in lingua bulgara: Пресиянов рид, Presijanov Rid) è una dorsale antartica, alta 1.456 m e che si estende per 950 m in direzione est-ovest nel Friesland Ridge dei Monti Tangra dell'Isola Livingston, nelle Isole Shetland Meridionali, in Antartide. 
È situato tra il Monte Friesland (1.700 m), la vetta più alta dell'isola, a ovest e la Catalunyan Saddle a est. Sormonta il Wörner Gap, il Campo Accademia e la parte superiore del Ghiacciaio Huron a nord e il Ghiacciaio Macy a sud.
La denominazione è stata assegnata in onore del Khan Presian di Bulgaria, 836-852, che unificò i territori dei Bulgari in Macedonia, Tracia, Mesia, Pannonia, Dacia e Scizia.

## Localizzazione
La sommità della dorsale si trova alle coordinate 62°40′03.8″S 60°09′55.3″W, 1,11 km a est del Monte Friesland, 4,14 km a sudest del Pliska Ridge, 3,54 km a sud del versante occidentale del Kuzman Knoll, 1,24 km a ovest-sudovest del Lyaskovets Peak e 4,08 km a nord-nordovest del Peshev Peak (rilevazione topografica bulgara Tangra 2004/05 e mappatura nel 2005 e 2009). 

## Ascensioni
La prima ascesa al Presian Ridge è stata effettuata il 30 dicembre 1991 dagli alpinisti catalani Francesc Sàbat e Jorge Enrique partiti dalla Base antartica spagnola Juan Carlos I. 

## Mappe
- South Shetland Islands. Scale 1:200000 topographic map. DOS 610 Sheet W 62 60. Tolworth, UK, 1968.
- Islas Livingston y Decepción.  Mapa topográfico a escala 1:100000.  Madrid: Servicio Geográfico del Ejército, 1991.
- S. Soccol, D. Gildea and J. Bath. Livingston Island, Antarctica. Scale 1:100000 satellite map. The Omega Foundation, USA, 2004.
- L.L. Ivanov et al., Antarctica: Livingston Island and Greenwich Island, South Shetland Islands (from English Strait to Morton Strait, with illustrations and ice-cover distribution), 1:100000 scale topographic map, Antarctic Place-names Commission of Bulgaria, Sofia, 2005
- L.L. Ivanov. Antarctica: Livingston Island and Greenwich, Robert, Snow and Smith Islands. Scale 1:120000 topographic map. Troyan: Manfred Wörner Foundation, 2010. ISBN 978-954-92032-9-5 (First edition 2009. ISBN 978-954-92032-6-4)
- Antarctic Digital Database (ADD). Scale 1:250000 topographic map of Antarctica. Scientific Committee on Antarctic Research (SCAR), 1993–2016.
- L.L. Ivanov. Antarctica: Livingston Island and Smith Island. Scale 1:100000 topographic map. Manfred Wörner Foundation, 2017. ISBN 978-619-90008-3-0